# Drugi svjetski rat po nadnevcima
Drugi svjetski rat po nadnevcima:

### Siječanj
| - 1. siječnja u Drugom svjetskom ratu - 2. siječnja u Drugom svjetskom ratu - 3. siječnja u Drugom svjetskom ratu - 5. siječnja u Drugom svjetskom ratu - 11. siječnja u Drugom svjetskom ratu - 17. siječnja u Drugom svjetskom ratu - 18. siječnja u Drugom svjetskom ratu | - 19. siječnja u Drugom svjetskom ratu - 20. siječnja u Drugom svjetskom ratu - 26. siječnja u Drugom svjetskom ratu - 29. siječnja u Drugom svjetskom ratu - 30. siječnja u Drugom svjetskom ratu - 31. siječnja u Drugom svjetskom ratu |

### Veljača
- 2. veljače u Drugom svjetskom ratu
- 4. veljače u Drugom svjetskom ratu
- 6. veljače u Drugom svjetskom ratu
- 7. veljače u Drugom svjetskom ratu

### Ožujak
- 2. ožujka u Drugom svjetskom ratu
- 8. ožujka u Drugom svjetskom ratu

### Travanj
- 4. travnja u Drugom svjetskom ratu
- 10. travnja u Drugom svjetskom ratu

### Svibanj
- 3. svibnja u Drugom svjetskom ratu
- 4. svibnja u Drugom svjetskom ratu
- 5. svibnja u Drugom svjetskom ratu
- 8. svibnja u Drugom svjetskom ratu
- 9. svibnja u Drugom svjetskom ratu

### Lipanj
- 4. lipnja u Drugom svjetskom ratu